# Пирс, Уэнделл
Уэ́нделл Э́двард Пирс (англ. Wendell Edward Pierce, род. 8 декабря 1963, Новый Орлеан) — американский актёр. Наиболее известен по ролям в драмах HBO — детектива Банка Морланда в культовой «Прослушке» и тромбониста Энтони Батиста в «Тримей» — а также Майкла Давенпорта в фильме «В ожидании выдоха».

## Ранняя жизнь и образование
Пирс родился в Новом Орлеане, штат Луизиана, в семье учительницы и награждённого ветерана Второй мировой войны, который работал эксплуатационным инженером. Армейское подразделение его отца помогло морским пехотинцам выиграть Битву за Сайпан в 1944 году. О своём отце Пирс сказал следующее: «Когда страна не любила моего отца, мой отец любил свою страну. Это высший акт патриотизма».
Пирс вырос в афроамериканском сообществе среднего класса Потчартрейн-парк, который является первым афроамериканским пост-военным пригородом. Его отец, как и многие чёрные ветераны переехал в этот район после возвращения с войны. Район был стёрт с лица земли во время урагана «Катрина» в 2005 году; в том числе был разрушен и дом семьи Пирс, который затопило четырьмя метрами воды.
Пирс посещал среднюю школу им. Бенджамина Франклина в Новом Орлеане, а затем окончил Центр искусств Нового Орлеана, где он был президентским стипендиатом. Будучи молодым актёром он появился в постановке «Зимней сказке» на Шекспировском фестивале Тулейнского университета. Он стал продюсером и ведущим подросткового ток-шоу «Подумай об этом» на местном филиале станции NBC, а также вёл недельное джаз-шоу «Дополнения с Конго-сквер» на радио WYLD-FM.
Он посещал Джульярдскую школу драмы с 1981 по 1985 год, выпустившись со степенью бакалавра изящных искусств.

## Карьера

### Кино и телевидение
Пирс снялся более чем в 30 фильмах и появился примерно в 50 телешоу, а также участвовал в дюжинах театральных постановок. Он работал в драмах HBO «Прослушка» и «Тримей». Он сыграл роль Джея Дженкса в фильме «Сумерки. Сага: Рассвет — Часть 2» и бандита Карлсона в фильме «Паркер». Также Уэнделл известен по роли Роберта Зейна в сериале «Форс-мажоры».
Для роли в «Тримее» Пирс учился играть на тромбоне, хотя и опирался на так называемый «двойной звук»: музыку, которая звучала в шоу, играл Стаффорд Эйджи из Rebirth Brass Band. Эйджи за кадром играл на тромбоне вместо Пирса, подстраиваясь под него, чтобы добиться достоверности.
Пирс был номинирован на премии «Независимый дух» за лучшую мужскую роль в фильме «Четыре» (2012), в котором сыграл женатого скрытого гея Джо, который уходит из семьи к молодому белому мужчине, с которым познакомился в интернете. Фильм был выпущен 13 сентября 2013 года — примерно в то же время, когда ситком «Шоу Майкла Джей Фокса» дебютировал на NBC; в нём он играл босса персонажа Майкл Джей Фокса до закрытия сериала спустя пять месяцев.

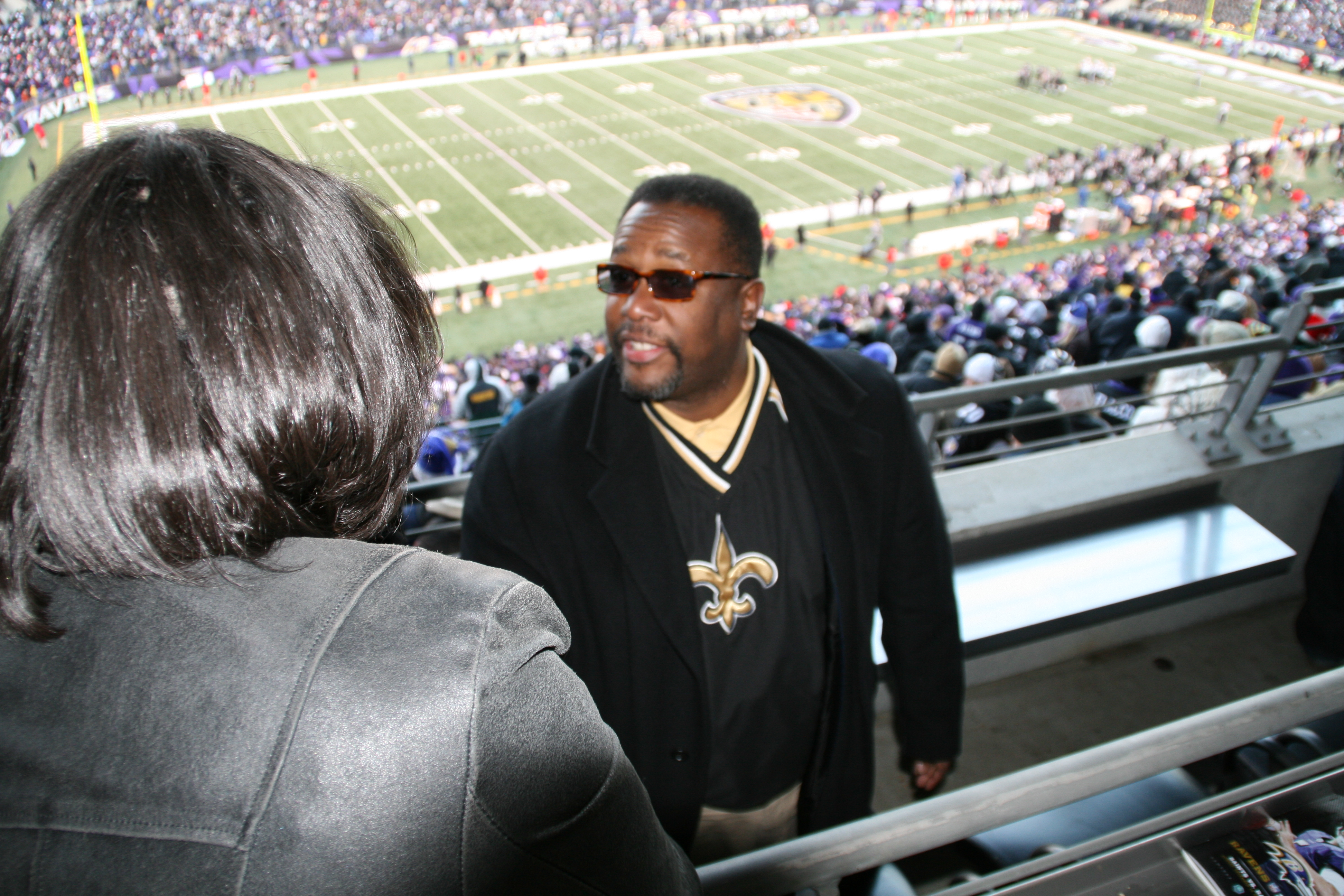
Пирс с мэром Балтимора Стефани Роулингс-Блейк после поражения «Нью-Орлеан Сэйнтс» в матче против «Балтимор Рэйвенс» в Балтиморе в декабре 2010 года.

### Театр
Пирс участвовал в большом количестве театральных постановок. Его хвалили за роль Холта Фрэя в «Куинни» в John F. Kennedy Center for the Performing Arts. Он играл в бродвейских постановках «Урока игры на пианино», «Серьёзных деньгах» и «Мальчиках зимы». Он участвовал в офф-бродвейских постановках «Вишнёвого сада» (за что был номинирован на VIV Award за лучшую ведущую роль), «В ожидании Годо» (действие которого происходило на крыше дома после урагана Катрина) и «Науки о расставаниях», который демонстрировался в Линкольн-центре.
Кроме этого он участвовал в следующих спектаклях: «Цимбелин» (в The Public Theater), «Хорошие времена убивают меня», «Два веронца», «Какая жалость, что она шлюха» и «Мальчики мистера Эвера», который шёл в ACT Theatre.
Пирс также является театральным продюсером, который продюсировал бродвейское шоу «Клайбурн Парк». Шоу было номинировано на четыре премии «Тони». В 2012 году оно выиграло премию «Тони» за лучшую пьесу.
В 2015 году Пирс вернулся на сцену, чтобы сыграть в постановке «Братьев из низов» в Billie Holiday Theatre в Нью-Йорке.

### Радио
В 2009 году Пирс стал гостем программы национального вещания Jazz at Lincoln Center, обладательницы премии «Пибоди», в эфире которой звучали записи Jazz at Lincoln Center’s House of Swing.

## Фильмография
| Год          |    | Русское название                   | Оригинальное название                     | Роль                                   |
| ------------ | -- | ---------------------------------- | ----------------------------------------- | -------------------------------------- |
| 1986         | ф  | Долговая яма                       | The Money Pit                             | парамедик                              |
| 1988—1989    | с  | Уравнитель                         | The Equalizer                             | доктор Вольф                           |
| 1989         | ф  | Военные потери                     | Casualties of War                         | Макинтайр                              |
| 1989         | ф  | Семейный бизнес                    | Family Business                           | прокурор                               |
| 1991         | ф  | Ярость в Гарлеме                   | A Rage in Harlem                          | Луис                                   |
| 1992         | ф  | Малкольм Икс                       | Malcolm X                                 | Бен Томас                              |
| 1992         | с  | Закон и порядок                    | Law & Order                               | вождь Ола-Джимджу Нвака                |
| 1993         | ф  | Загадочное убийство в Манхэттене   | Manhattan Murder Mystery                  | полицейский                            |
| 1994         | ф  | Счастливый случай                  | It Could Happen to You                    | Бо Уильямс                             |
| 1995         | ф  | Прощай, любовь                     | Bye Bye Love                              | Гектор                                 |
| 1995         | ф  | Хакеры                             | Hackers                                   | Ричард Джилл                           |
| 1995         | ф  | В ожидании выдоха                  | Waiting to Exhale                         | Майкл Давенпорт                        |
| 1995         | с  | Закон и порядок                    | Law & Order                               | Джером Брайант                         |
| 1996         | ф  | Спящие                             | Sleepers                                  | Эдди Робинсон                          |
| 1996         | ф  | Садись в автобус                   | Get on the Bus                            | Уэнделл Перри                          |
| 1996         | с  | Полицейские под прикрытием         | New York Undercover                       | доктор Энтони Фишер                    |
| 1998         | ф  | Булворт                            | Bulworth                                  | Фред                                   |
| 1999         | ф  | 24 часа из жизни женщины           | The 24 Hour Woman                         | Рой Лабелл                             |
| 1999         | ф  | Тени прошлого                      | Abilene                                   | преподобный Тиллис                     |
| 1999         | с  | Закон и порядок                    | Law & Order                               | мистер Уэйд                            |
| 2000         | с  | Третья смена                       | Third Watch                               | офицер Конрад Джонс                    |
| 2000         | с  | Городские ангелы                   | City of Angels                            | Норберт Гримли                         |
| 2001         | с  | Моя жена и дети                    | My Wife and Kids                          | доктор Буше                            |
| 2002         | ф  | Тёмный сахар                       | Brown Sugar                               | Симон                                  |
| 2002         | с  | Подруги                            | Girlfriends                               | Энтони Джексон                         |
| 2002—2008    | с  | Прослушка                          | The Wire                                  | Банк Морланд                           |
| 2003         | ф  | Борьба с искушениями               | The Fighting Temptations                  | преподобный Пол Льюис                  |
| 2004         | ф  | С первой попытки                   | A Hole in One                             | Дэн                                    |
| 2004         | ф  | Земля изобилия                     | Land of Plenty                            | Генри                                  |
| 2004         | ф  | Рэй                                | Ray                                       | Уилбур Брассфилд                       |
| 2004         | с  | Справедливая Эми                   | Judging Amy                               | Гарри Бентон                           |
| 2004         | с  | Закон и порядок                    | Law & Order                               | Роджер Портер                          |
| 2005—2006    | с  | Закон и порядок: Суд присяжных     | Law & Order: Trial by Jury                | доктор Ричард Линк                     |
| 2006         | ф  | Остаться в живых                   | Stay Alive                                | детектив Тибодо                        |
| 2006         | с  | Рядом с домом                      | Close to Home                             | Сэм Картер                             |
| 2007         | ф  | Кажется, я люблю свою жену         | I Think I Love My Wife                    | Шон                                    |
| 2007         | тф | Помоги жизни                       | Life Support                              | Слик                                   |
| 2007—2008    | с  | 4исла                              | Numbers                                   | Уильям Брэдфорд                        |
| 2008         | с  | Женский клуб расследований убийств | Women’s Murder Club                       | Билл Шредер                            |
| 2008         | с  | В простом виде                     | In Plain Sight                            | доктор Уоррен Макбрайд / Уоррен Моррис |
| 2008         | с  | Дом семейства Пэйн                 | Tyler Perry’s House of Payne              | Джеффри Лукас                          |
| 2009         | с  | Воплощение страха                  | Fear Itself                               | Уильям Оруэлл                          |
| 2009         | с  | Сестра Готорн                      | Hawthorne                                 | Майкл Шиллинг                          |
| 2009         | с  | До смерти красива                  | Drop Dead Diva                            | Нил Дэвид                              |
| 2010         | ф  | Ночь настигает нас                 | Night Catches Us                          | Дэвид Гордон                           |
| 2010         | ф  | Ранчо любви                        | Love Ranch                                | Наасих Мохаммед                        |
| 2010—2013    | с  | Тримей                             | Treme                                     | Антуан Батист                          |
| 2011         | ф  | Гробовщик                          | The Mortician                             | Клингер                                |
| 2011         | ф  | Несносные боссы                    | Horrible Bosses                           | детектив Хейген                        |
| 2012         | ф  | Фортуна Вегаса                     | Lay the Favorite                          | Дэйв                                   |
| 2012         | ф  | Четверо                            | Four                                      | Джо                                    |
| 2012         | ф  | Сумерки. Сага: Рассвет — Часть 2   | The Twilight Saga: Breaking Dawn — Part 2 | Джей Дженкс                            |
| 2013         | ф  | Паркер                             | Parker                                    | Карлсон                                |
| 2013         | ф  | Мёбиус                             | Möbius                                    | Боб                                    |
| 2013—2014    | с  | Шоу Майкла Джей Фокса              | The Michael J. Fox Show                   | Гаррис Грин                            |
| 2013—2019    | с  | Форс-мажоры                        | Suits                                     | Роберт Зейн                            |
| 2014         | ф  | Эльза и Фред                       | Elsa & Fred                               | Арманде                                |
| 2014         | ф  | Сельма                             | Selma                                     | Осия Уильямс                           |
| 2014—2015    | с  | Рэй Донован                        | Ray Donovan                               | Рональд Кит                            |
| 2015         | ф  | Подарок                            | The Gift                                  | детектив Миллз                         |
| 2015         | ф  | Беглец                             | The Runner                                | Фрэнк Легран                           |
| 2015         | с  | Ночная смена                       | The Night Shift                           | Уолт                                   |
| 2015—2017    | с  | Странная парочка                   | The Odd Couple                            | Тедди                                  |
| 2016         | ф  | Очень плохие мамочки               | Bad Moms                                  | Дэрил Берр                             |
| 2016         | тф | Бриолин в эфире!                   | Grease Live!                              | тренер Кэлхун                          |
| 2016         | тф | Подтверждение                      | Confirmation                              | Кларенс Томас                          |
| 2017—2020    | с  | Полиция Чикаго                     | Chicago P.D.                              | Рэй Прайс                              |
| 2018         | ф  | Пирсинг                            | Piercing                                  | доктор                                 |
| 2018         | ф  | Кое-что напоследок                 | One Last Thing                            | Дилан                                  |
| 2018         | с  | Нераскрытое дело                   | Unsolved                                  | детектив Ли Такер                      |
| 2018—2023    | с  | Джек Райан                         | Jack Ryan                                 | Джеймс Грир                            |
| 2019         | ф  | Помилование                        | Clemency                                  | Джонатан Уильямс                       |
| 2019         | ф  | Горящий тростник                   | Burning Cane                              | преподобный Тиллман                    |
| 2020—2021    | с  | Стража                             | The Watch                                 | Смерть                                 |
| 2024 — н. в. | с  | Элсбет                             | Elsbeth                                   | Вагнер                                 |
| 2025         | ф  | Громовержцы*                       | Thunderbolts*                             | Конгрессмен Гэри                       |
| 2025         | ф  | Супермен                           | Superman                                  | Перри Уайт                             |